# Pete Ploszek
Pete Ploszek, né le 20 janvier 1987 à Hinsdale, Illinois (États-Unis), est un acteur américain.

## Biographie
Pete Ploszek est né le 20 janvier 1987 à Hinsdale, Illinois (États-Unis). Ses parents sont mère Karen et Mike Ploszek. Il a trois frères, Michael, Matthew et Luke et une sœur, Lauren.
Il est diplômé de l'Université de Princeton, où il était membre pendant quatre ans de l'équipe de football Princeton Tigers,. Il est également diplômé de l'USC School of Dramatic Arts en 2012.

### Vie privée
Il est marié depuis 2012 à Daniela Kende,. Ils ont deux enfants, Eliza Clara Ploszek, née en 2018 et Charlie Wilder Ploszek, né en 2020.

## Carrière
En 2014, il décroche le rôle de Leonardo dans Ninja Turtles.
En 2016, il a publié son premier livre, Get Fast and Crush the Combine, décrit comme « un guide sans fioritures pour les aspirants athlètes du secondaire ». Cette même année, il obtient un rôle récurrent dans la série Teen Wolf.

## Filmographie

### Cinéma

#### Longs métrages
- 2014 : Ninja Turtles (Teenage Mutant Ninja Turtles) de Jonathan Liebesman : Leonardo
- 2016 : Ninja Turtles 2 (Teenage Mutant Ninja Turtles: Out of the Shadows) de Dave Green : Leonardo
- 2016 : The Wedding Party de Thane Economou : Zeb
- 2019 : Captain Marvel d'Anna Boden et Ryan Fleck : Bret Johnson
- 2019 : Terminator: Dark Fate de Tim Miller : Ackers
- 2020 : Honesty Weekend de Leslie Thomas : Nate Falco
- 2022 : Babylon de Damien Chazelle : Un acteur
- 2024 : Destroy All Neighbors de Josh Forbes : Alec
- 2025 : The Surrender de Julia Max : Robert jeune
- 2025 : Lavender Men de Lovell Holder : Abe

#### Courts métrages
- 2012 : Outage: WME de Ben Fast : L'assistant de Colin Reno
- 2017 : I Want to Know de Luke Franek : Cole

### Télévision

#### Séries télévisées
- 2012 : Parks and Recreation : Ellis
- 2013 : Shameless : Goff
- 2014 : Ninja Turtles : Leonardo
- 2015 : Workaholics : Brock
- 2016 - 2017 : Teen Wolf : Garrett Douglas
- 2017 : Stitchers : Nic Comenko
- 2017 : Timeless : Un passager d'avion
- 2018 : 9-1-1 : Connor
- 2018 : Superstore : Dr Sidian
- 2018 : Liberty Crossing : Steven Hathaway
- 2020 : Tommy : Adam Reed
- 2025 : You : Harrison Jacobs

#### Téléfilm
- 2022 : Fatal Fandom de Jake Helgren : Jackson Reed